# Gordon Hayward
Gordon Daniel Hayward (født 23. marts 1990) er en amerikansk tidligere professionel basketballspiller. Han spillede 14 sæsoner i NBA, og blev valgt til All-Star holdet en gang i hans karriere.

## Klubkarriere

### Utah Jazz
Hayward blev draftet af Utah Jazz med det niende valg i 2010 draften. Hans debutsæson var relativ anonym, da hans spilletid var begrænset. Han begyndte over de to næste sæsoner langsomt at etablere sig på holdet, og han fik en vigtig rolle som sixth man.
Haywards gennembrud kom i 2013-14 sæsonen, hvor at han blev etableret som holdets ledende scorer, efter at Paul Millsap og Al Jefferson havde forladt. Hans produktion voksede sæson efter sæson, og i 2016-17 sæsonen scorede han for første gang 20+ point per kamp i en sæson. Dette resulterede i, at han for første gang i sin karriere, blev valgt til All-Star holdet.

### Boston Celtics
Hayward skiftede i juli 2017 til Boston Celtics efter hans kontrakt med Jazz var udløbet. Kun seks minutter inde i hans Celtics debut den 17. oktober 2017, brækkede Hayward sit skinneben efter en akavet landing. Som resultat missede han hele 2017-18 sæsonen.
Hayward vendte tilbage i begyndelsen af 2018-19 sæsonen, dog i en mere begrænset rolle fra bænken. Han fortsatte i denne rolle i 2019-20 sæsonen, hvor han dog også døjede med en håndskade.

### Charlotte Hornets
Hayward blev den 29. november 2020 traded til Charlotte Hornets. Hayward havde efter skiftet en vigtig rolle på Hornets holdet, men døjede med gentagende skader, som resulterede i, at hans spilletid ofte var begrænset.

### Oklahoma City Thunder
Hayward blev den 8. februar 2024 traded til Oklahoma City Thunder.
Hayward annoncerede den 1. august 2024, at han stoppede spillerkarrieren.